# Mykola Kolumbet
Mykola Fedorowytsch Kolumbet (ukrainisch Микола Федорович Колумбет; * 10. Oktober 1933; † 22. Februar 2012) war ein ukrainischer Radsportler, der in den 1950er-Jahren Mitglied der sowjetischen Radsport-Nationalmannschaft war und unter dem russischen Namen Nikolai Kolumbet bekannt wurde.

## Sportliche Laufbahn
Mykola Kolumbet war sowjetischer Staatsamateur und gelernter Dreher. Er gehörte der SV Spartak Kiew an. 1956 gewann er eine Etappe bei der Internationalen Friedensfahrt und erreichte den dritten Platz  in der Gesamteinzelwertung, in der Mannschaftswertung wurde er dabei Sieger. In selbem Jahr wurde er vom sowjetischen Radsportverband für die Straßenrennen bei den Olympischen Sommerspielen in Melbourne nominiert. Dort erreichte er als zweitbester Sowjetfahrer den 16. Platz im olympischen Straßenrennen und mit dem sowjetischen Team Rang sechs in der Mannschaftswertung.
Auch in den Jahren 1957 bis 1959 wurde Kolumbet bei der Internationalen Friedensfahrt eingesetzt. Bei der 1957er Tour musste er vor der letzten Etappe wegen einer Fußverletzung aufgeben. 1958 wurde er Drittplatzierte bei zwei Etappen, in der Gesamteinzelwertung kam er auf den 29. Platz, und in der Mannschaftswertung wurde er Sieger zum zweiten Mal. 1959 half er der sowjetischen Mannschaft, seinen Titel zu verteidigen (sodass er dreifacher Sieger in der Mannschaftswertung wurde), und in der Einzelwertung landete er ohne Podestplätze bei den Etappen auf Rang 38. 1958 belegte er Platz 33 im Einzelrennen der Straßen-Weltmeisterschaften.
Im eigenen Land wurde Kolumbet fünffachiger Nationalsieger: einmal auf der Straße (Einzelrennen 1954) und dreimal auf der Radrennbahn (1957 in Einerverfolgung und Mannschaftsverfolgung und 1958 wiederum in der Mannschaftsverfolgung, 1962 in der Einerverfolgung). 1956 wurde er Dritter der Straßenmeisterschaft. Bemerkenswert sind seine Auftritte bei der Sotschi-Rundfahrt. 1957 gewann Kolumbet deren 2. Etappe, und im nächsten Jahr konnte er den zweiten Platz bei der Gesamtwertung erringen, indem er die 3. und 4. Etappen gewonnen hatte.
Nach dem Ende der aktiven Sportkarriere arbeitete Kolumbet als Trainer und bildete 54 Nationalmeister, insbesondere einen Olympiasieger mit Igor Zelowalnikow (1972) und einen Internationale-Friedensfahrt-Sieger mit Anatolij Starkow aus.